# Dieu n'a pas réponse à tout
Dieu n'a pas réponse à tout est une série de bande dessinée, scénarisée par Tonino Benacquista et dessinée par Nicolas Barral. Humoristique, elle met en scène Dieu venant en aide à des humains en difficulté en leur envoyant des personnages historiques pour les aider. 
Le premier volume, Dieu n'a pas réponse à tout (mais Il est bien entouré), publié en 2007, reçoit le prix Albert-Uderzo du meilleur album. Le deuxième, Dieu n'a pas réponse à tout (mais Il sait à qui s'adresser), est publié l'année suivante ; le troisième, Dieu n'a pas réponse à tout (mais Il sait déléguer), paraît en 2021.

## Trame
Les trois volumes de la série sont composés de plusieurs courts chapitres, chacun composé selon la même structure. Chaque nouvelle comporte entre huit et douze pages.
Au début de chaque séquence, Dieu, depuis son bureau céleste, visualise une situation humaine apparemment sans issue. Selon son principe de ne pas intervenir lui-même, il envoie un personnage historique pour encourager et accompagner la personne en difficulté,. 
Les personnes à aider sont par exemple un désespéré, un investisseur humaniste incompris, un anti-dictature isolé, des policiers honnêtes mais démotivés... Dieu choisit pour chaque cas une personnalité historique ayant mérité le paradis pour ses découvertes, son talent, ses œuvres, son idéal. Ce sont notamment Sigmund Freud, Marilyn Monroe, Homère, Louis XIV, Al Capone, Mozart. Dieu les auditionne en résumant leur biographie, puis leur présente leur mission.
Leur intervention sur Terre provoque des scènes comiques, mais ils obtiennent le résultat escompté. En remerciement, Dieu leur accorde un privilège au Paradis, selon un vœu qu'ils formulent à leur retour dans son bureau.

## Accueil de la série

### Prix
L'album Dieu n'a pas réponse à tout (mais il est bien entouré) reçoit le prix Albert-Uderzo 2007 du meilleur album de bande dessinée.

### Commentaires
Jean-Laurent Truc estime que cette bande dessinée est « un petit modèle d'humour et de tendresse ».
Pour Lega, de BD Gest', l'idée de départ du scénario est originale, mais il trouve son traitement simpliste et inégal. Il retient pourtant « les chutes de chaque épisode, généralement surprenantes et drôles ».

## Publication
Cette série est publiée en trois volumes grand format, chez Dargaud en 2007, 2008 et 2021 :
- Dieu n'a pas réponse à tout (mais Il est bien entouré), scénario de Tonino Benacquista, dessin de Nicolas Barral, Paris, Dargaud, 2007, 62 planches  (ISBN 978-2-205-05881-9) – Prix Albert-Uderzo du meilleur album 2007 ;
- Dieu n'a pas réponse à tout (mais Il sait à qui s'adresser), scénario de Tonino Benacquista, dessin de Nicolas Barral, Paris, Dargaud, 2008, 71 planches  (ISBN 978-2-205-05969-4) ;
- Dieu n'a pas réponse à tout (mais Il sait déléguer), scénario de Tonino Benacquista, dessin de Nicolas Barral, Paris, Dargaud, 2021, 62 planches  (ISBN 978-2-205-08983-7).